# ヘッセ標準形

法線の図示とヘッセ標準形からの距離の計算

解析幾何学においてヘッセ標準形（ヘッセひょうじゅんけい、英: Hesse normal form）は、ルートヴィヒ・オットー・ヘッセに名を因む、平面 R2 上の直線やユークリッド空間 R3 内の平面あるいはより高次元の空間内の超平面を記述する方程式である。この標準形は基本的に点と直線との距離を計算するのに用いられ、ベクトル方程式として書けば {\displaystyle {\vec {r}}\cdot {\vec {n}}_{0}-d=0} の形に表される。ただし、ここでは任意の点 P がその位置ベクトル r→ で表されるものとし、それはちょうどある平面 E（三次元の場合）またはある直線 g（二次元の場合）にあるものと仮定する。ベクトル n→0 は E または g の単位法ベクトルで、とくに座標系の原点から平面または直線へ向かう向きを持つものとする。また定数 d > 0 は原点から平面または直線までの距離に等しい。中黒は点乗積である。

## 標準形の導出と計算
注簡単のため以下では三次元の場合を述べるが、同様のことは二次元あるいは高次元の場合でもほとんどそのまま通用する。
法線標準形の方程式 {\displaystyle ({\vec {r}}-{\vec {a}})\cdot {\vec {n}}=0}
は位置ベクトル a→ をもつ任意の点 A を通り、n→ を法ベクトルとする平面 E を表す。法ベクトルの向きは a→⋅n→ ≥ 0 を満たすものと仮定する。法ベクトルをその大きさ n ≔ ‖ n→ ‖ で割って単位法ベクトル n→0 = n→/n を得れば、式は {\displaystyle ({\vec {r}}-{\vec {a}})\cdot {\vec {n}}_{0}=0} となるから、d ≔ a→⋅n→0 ≥ 0 と置けば、ヘッセ標準形 {\displaystyle {\vec {r}}\cdot {\vec {n}}_{0}-d=0} を得る。

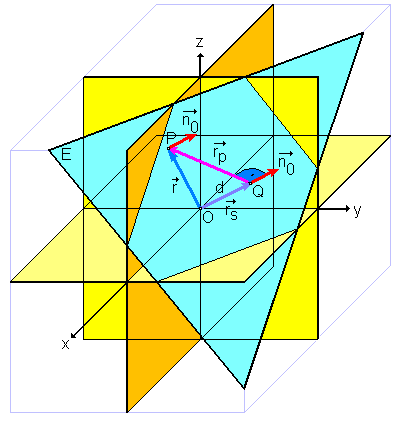
ヘッセ標準形

図において、d は原点からの距離になる。実際、r→⋅n→0 = d はこの平面上の任意の点が満足するのだから、特に原点から平面 E に下ろした垂線の足 Q も、r→ = r→s の場合として満足する。点乗積の定義によれば {\displaystyle d={\vec {r}}_{s}\cdot {\vec {n}}_{0}=|{\vec {r}}_{s}|\cdot |{\vec {n}}_{0}|\cdot \cos(0^{\circ })=|{\vec {r}}_{s}|\cdot 1=|{\vec {r}}_{s}|} であって、r→s の大きさ ‖ r→s ‖ は原点からこの平面へ結んだ最短距離に等しいのであった。

## 一般化

### 超平面のヘッセ標準形
一般にヘッセ標準形は n-次元ユークリッド空間内の超平面を記述する。n-次元の場合にも、超平面上の点の位置ベクトルを x→ として標準形の方程式は {\displaystyle {\vec {x}}\cdot {\vec {n}}_{0}=d} の形であり、平面や空間でベクトルの成分の数が 2 や 3 だったところが n 成分になるだけである。
超平面は n-次元空間を二つの半空間に分割し、超平面上の点は先の方程式を満たす位置ベクトルの全体であり、またある点の位置ベクトル x→ が x→⋅n→0 > d を満たすならば、その点は二つある半空間のうち法ベクトル n→0 の指す方に属する。不等号が逆ならば反対側の半空間に入る。

### 曲線や曲面のヘッセ標準形
ヘッセ標準形は平面曲線に対しても考えることができる。曲線が陰函数表示 h(x, y) = 0 で与えられ、条件 ‖ ∇h ‖ = 1 を満たすとき、これを曲線のヘッセ標準形と呼ぶ。例えば {\displaystyle h(x,y)={\sqrt {x^{2}+y^{2}}}-r=0} は円の方程式 x2 + y2 = r2 のヘッセ標準形である。函数 h は原点からこの曲線への向き付けられた距離を記述するもので、距離函数 (Distanzfunktion) とも呼ばれる。
曲面の場合にも、ヘッセ標準形を考えることができる。曲線や曲面のヘッセ標準形は幾何学的モデリングにおける実用だけではなく、理論的にも（曲線の弧長と類似の意味で）重要である。